# Калуянунский язык
Калуянунский язык (Caluyanen, Caluyanhon, Caluyanun) — западнобисайский язык, на котором говорят на островах Калуя провинции Антике региона Западные Висайи на Филиппинах. Большинство носителей используют хилигайнон в качестве своего второго языка. Имеет диалект семирара.